# Apostolepis phillipsae
Apostolepis phillipsae — вид змій родини полозових (Colubridae). Мешкає в Болівії і Бразилії.

## Поширення і екологія
Apostolepis phillipsae мешкають на сході Болівії, в районі Естанції-Ель-Рефугіо в департаменті Санта-Крус, а також на заході Бразилії, в горах Серранія-де-Уанчака. Вони живуть в сухих тропічних лісах в долині річки Парагуа та в саванах.

## Збереження
МСОП класифікує цей вид як вразливий. Apostolepis phillipsae є рідкісним видом, якому може загрожувати знищення природного середовища.